# Odoornerzijtak
L'Odoornerzijtak est un canal néerlandais de Drenthe.

## Géographie
Le canal s'étend sur trois kilomètres, depuis le Canal d'Oranje jusque dans le village de Klijndijk. Il passe à l'extrémité sud-est du village-rue d'Odoornerveen, au sud-ouest d'Odoorn, dans la commune de Borger-Odoorn.
Le canal ne sert plus à la navigation.

## Source
- (nl) Encyclopédie en ligne de Drenthe